# オープン大学
オープン大学（英語: The Open University）は、イギリスに本部を置くイギリスの公立大学である。1969年に設置された。

## 概要
通信制の公立大学である。ハロルド・ウィルソン労働党政権の下で1969年に設立され、1971年から学生の受け入れを開始した。本部はバッキンガムシャー州ミルトン・キーンズのウォルトン・ホール（英語: Walton Hall, Milton Keynes）に所在し、広さ48ヘクタールのキャンパスをもつ。万人に門戸を開いており、入学に際し資格や学歴などの要件はない。2022/23年度の総学生数は140,215人。うち76パーセントがフルタイムもしくはパートタイムで働いており、新入学部生の年齢中央値は29歳であった。学習はテレビ、インターネット、通学などを通して行われ、多数のコースが世界中のどこからでも受講可能である。
2012年の英国学生満足度調査において全参加大学の中で最高の評価を獲得、2015年にタイムズ・ハイアー・エデュケーションが発表した世界大学ランキングでは世界第401-500位にランクされた。
特に同校のMBAは世界有数の評価を受けており、世界のMBAの中でも1%しかない、国際認証機関からのトリプル認証（AMBA、EQUIS、AACSB）を取得している。2019年のCEO Magazineでは同校のMBAがDistance course MBA世界5位（英国内では1位）にランクインされた。またQS World University Distance MBA Rankingの2021年度版では世界31位にランキングされた。なお、Financial TimesのグローバルMBAランキングでも世界14位（2014年）に位置していたが、同社の評価方法はオープン大学の教育品質を完全に反映していないとの事から、同社の査定には参加しない方針としている

## コース
- 古典研究
- 英語
- 歴史学
- 芸術史
- 科学、テクノロジー、医療の歴史
- 文学と創造的文書
- メディア研究
- 音楽
- 哲学
- 宗教研究
- 会計と金融
- ビジネスマネジメント研究
- 世界的発展マネジメント
- 幼児期と若者研究
- 若年期
- 若者との労働
- コンピューティング
- 情報通信技術
- システム
- 教育テクノロジーと訓練
- 数学教育
- PGCE
- 専門教育の発達
- デザインとイノベーション
- エンジニアリング
- テクノロジー
- 環境意思決定
- 環境科学
- 環境研究
- グローバル開発マネジメント
- 国際研究
- 子供と若者
- 健康科学
- 健康研究
- 看護学
- 公衆衛生
- ソーシャルケア
- 社会福祉
- スポーツとフィットネス
- フランス語
- ドイツ語
- 外国語
- スペイン語
- 法学
- 数学
- 数学教育
- 統計学
- 心理学
- 生物学
- 化学
- 地質学
- 物理学と天文学
- 犯罪学
- 経済学
- 地理学
- 政治学
- 心理研究
- 社会政策
- 社会学

入門・専門・選択科目コースのモジュールクレジット（単位・通信教材）によりコースの組み合わせが可能であり、（入門・60単位・モジュールクレジット）（専門・120単位・モジュールクレジット）（選択科目・30単位・モジュールクレジット）と細かく設定されている。
学位を得る為には特定のコースを修了する事が必須である。

## 支払い方法
支払い方法はクレジットカードおよびデビットカードであり、American Express、Mastercard、VISA、Visa Electronなど使用が可能である。ポンドでは、「1年間、入門・選択・専門コース・60モジュールクレジット（単位）パートタイム・週16-18-20時間（6〜8年）£3,168」、「1年間、選択科目・専門コース・120モジュールクレジット（単位）フルタイム・週32〜36時間（3〜4年）£6,336」、「4年間の合計費用£19,008」であり、その他に追加費用として、研究費、国際検査料（試験料）256ポンドなどが必要になる。。